# Josef Hudec (Politiker, 1863)

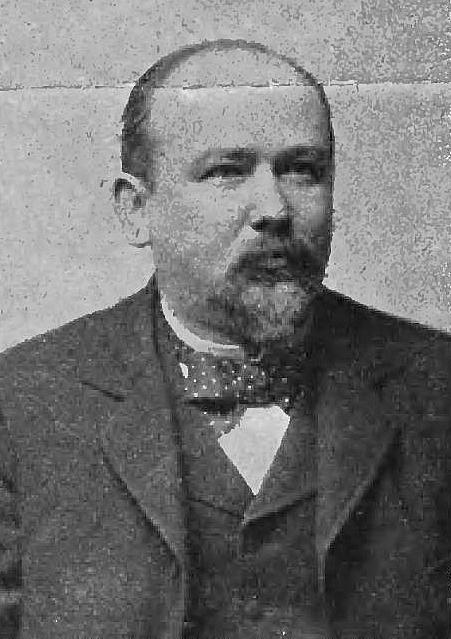
Josef Hudec (Foto von 1907 oder früher)

Josef Hudec (auch Józef Antoni Hudec, * 20. Jänner 1863 in Krakau; † 28. Jänner 1915 in Karwin) war ein österreichisch-polnischer Politiker.

## Leben
Josef Hudecs Vater war ein Tischler in der Eisenbahnwerkstätte der Carl Ludwig-Bahn. Er besuchte das Untergymnasium in Lemberg und begann dann eine Lehre als Drucksetzer. Dabei näherte er sich dem Sozialismus an und eignete sich im Selbststudium entsprechendes Wissen an. Hudec wurde Mitbegründer der Polnischen Sozialdemokratischen Partei.
Hudec betätigte sich im Buchdruckerverein Ognisko, wurde 1901 zu dessen Obmann gewählt und war zeitweise verantwortlicher Redakteur der gleichnamigen Zeitschrift. Daneben war er Herausgeber von mehreren Parteizeitungen.
Ab 1897 war er Direktor der Städtischen Krankenkasse in Lemberg. Von 1903 bis 1908 war er in der Stadt Gemeinderat.
1907 wurde Hudec für den Wahlbezirk Galizien 7 in das Abgeordnetenhaus des österreichischen Reichsrates in Wien gewählt. Sein Schwerpunkt lag in der Sozialpolitik und der Sozialgesetzgebung. In Wien eignete er sich die deutsche Sprache so weit an, dass er Reden halten und sich an Debatten im Sozialversicherungsausschuss beteiligen konnte. Bei der Reichsratswahl 1911 wurde er wiedergewählt.
Josef Hudec starb nach kurzer Krankheit in seinem 53. Lebensjahr. Er war verheiratet und hatte acht Kinder.

## Belege
1. 1 2 3  Aus dem Leben des Verstorbenen. In: Arbeiter-Zeitung, 29. Jänner 1915, S. 5–6 (online bei ANNO).
2. 1 2  Kurzbiografie Hudec, Józef Antoni. In: parlament.gv.at. Abgerufen am 22. November 2019.
3. ↑  Josef Hudec. In: Arbeiter-Zeitung, 29. Jänner 1915, S. 5 (online bei ANNO).

| Personendaten    | Personendaten                       |
| ---------------- | ----------------------------------- |
| NAME             | Hudec, Josef                        |
| ALTERNATIVNAMEN  | Hudec, Józef Antoni                 |
| KURZBESCHREIBUNG | österreichisch-polnischer Politiker |
| GEBURTSDATUM     | 20. Januar 1863                     |
| GEBURTSORT       | Krakau                              |
| STERBEDATUM      | 28. Januar 1915                     |
| STERBEORT        | Karwin                              |